# Charles M'Mombwa
Kokola Charles William M'Mombwa, né le 14 mars 1998 est un footballeur international tanzanien qui joue au poste de milieu de terrain aux Newcastle Jets.
M'Mombwa fait ses débuts professionnels aux Central Coast Mariners le 1er août 2018 lors d'un match de la FFA Cup contre Adelaide United.

## Biographie
M'Mombwa est né à Baraka en République démocratique du Congo, le 14 mars 1998. Sa famille a fuit le pays pour la Tanzanie où ils sont restés pendant plus d’une décennie. Ils se sont ensuite réinstallés à Casula, au sud-ouest de Sydney.
Le père de M'Mombwa était joueur de football et entraîneur lorsqu'il résidait en RD Congo.

### Carrière en club

#### Central Coast Mariners
Après avoir été diplômé de l'académie des Mariners, M'Mombwa fait ses débuts pour le club lors d'un match de la FFA Cup contre Adelaide United. Il a joué son premier et unique match de A-League avec les Central Coast lors de leur défaite 8-2 contre le Wellington Phoenix FC.

#### Macarthur FC
Le 20 novembre 2020, le Macarthur FC a annoncé la signature de M'Mombwa pour sa saison inaugurale,.
Le 12 juin 2020, M'Mombwa a marqué le premier des deux buts du Macarthur FC lors de leur victoire 2-0 en prolongation contre son ancien équipe les Central Coast Mariners, lors de la série finale de l'A-League 2020-21. Il s'agissait de la première victoire du club lors d'un match de finale de la A-League.
Après 4 saisons à Macarthur, M'Mombwa quitte le club à la fin de la saison 2023-2024.

#### Jets de Newcastle
Après 8 mois en tant qu'agent libre, M'Mombwa a rejoint les Newcastle Jets lors du mercato  de janvier de la saison 2024-25 de l'A-League.

### Carrière internationale
M'Mombwa a été appelé avec l'équipe nationale de Tanzanie pour une série de matches de qualification pour la Coupe du Monde de la FIFA 2026 en novembre 2023. Il a marqué son premier but lors de la victoire 1-0 contre le Niger le 18 novembre 2023.

## Palmarès
Macarthur FC
- Coupe d'Australie : 2022 [10]